# 生物百科圖鑑～團員精選～
《生物百科圖鑑～團員精選～》，日本音樂團體生物股長的首張精選輯。2010年11月3日發行。

## 簡介
生物股長出道五年來的首張精選輯。收錄了生物股長精心考慮選擇的單曲、c/w曲、專輯曲，還有首次CD收錄的《SPIRITS》和《現在走吧》，以及新曲《風與未來》，合共31首曲目。其中《夏·戀》和《紛雪夜中的兩人》重新編曲。
精選輯發行前生物股長發行過的單曲A面曲總共22首，其中《HANABI》、《流星奇蹟》、《青春之扉》、《夏空Graffiti》、《Planetarium》、《兩人》和《螢之光》7首歌沒有收錄在內。水野良樹曾在Twitter上表示《夏空Graffiti》、《Planetarium》、《兩人》3首歌原本打算收錄，但由於專輯容量有限不得不放棄。
2012年1月27日，本專輯獲選為日本金唱片大獎年度最佳專輯（日語專輯）。

## 銷售情況
專輯發售首週取得Oricon公信榜冠軍，自《My song Your song》連續三張專輯首週獲得冠軍。是2010年度女性音樂人（以主唱作為標準）初動銷量最高的專輯。也是2010年度初動第三高的專輯，僅次於嵐的《我眼中的風景》和Mr.Children的《SENSE》。
連續兩週取得冠軍。第二週銷量超過20萬張，是2010年度的唯一第二週銷量超過20萬張的專輯，也是自2009年嵐的《1999-2009 完全精選!》以來的首次。
是2010年度日本專輯銷量第二位，僅次於嵐的《我眼中的風景》。
2010年12月被日本唱片協會認證為百萬出貨量，2011年跨年後Oricon公信榜統計的銷量也突破了百萬。是2010年度發行的專輯中第二章銷量突破百萬。也是生物股長首張百萬銷量專輯。
發售後第10週，重返Oricon冠軍位置，是自DREAMS COME TRUE的《DO YOU DREAMS COME TRUE?》以來首張能重返冠軍的專輯。
曾經保持了7年日本2010年代最暢銷專輯的紀錄，直到2017年被安室奈美惠引退精選輯Finally取代。

## 收錄曲目

### Disc-1
1. SAKURA
  - 作詞、作曲：水野良樹 ； 編曲：島田昌典   　　

1st單曲。2006年3月15日發行。NTT「DENPO115」NTT東日本AREA廣告歌曲。
2. 耀眼的人（うるわしきひと）
  - 作詞、作曲：水野良樹 ； 編曲：江口 亮

5th單曲「耀眼的人/青春之扉」第一首曲目。2007年2月14日發行。可口可樂「AQUARIUS VITAMIN GUARD」的廣告曲。
3. 青春線（青春ライン）
  - 作詞、作曲：水野良樹 ； 編曲：江口 亮

6th單曲「夏空Graffiti/青春線」第二首曲目。2007年8月8日發行。動畫「王牌投手 振臂高揮」後期的片頭曲。
4. 茜色的約定（茜色の約束）
  - 作詞、作曲：水野良樹 ； 編曲：島田昌典

7th單曲。2007年10月24日發行。日本電信業者AU「LISMO」廣告曲。
5. KIRA★KIRA★TRAIN
  - 作詞、作曲：水野良樹 ； 編曲：島田昌典

1st專輯《櫻花盛開的街道故事》的收錄曲。2007年3月7日發行。東京電視台「FRIEND-SHIP PROJECT」的主題曲。
6. 鄉愁
  - 作詞、作曲：水野良樹 ； 編曲：島田昌典

17th單曲。專輯初次收錄。2010年3月10日發行。電影「跳躍吧！時空少女」主題曲。
7. 未来惑星
  - 作詞、作曲：吉岡聖惠 ； 編曲：西川 進 ；弦編曲：eji

4th專輯《啟程之歌》收錄曲。2009年12月23日發行。是《啟程之歌》專輯中唯一一首收錄進《生物百科圖鑑》的歌曲。
8. 夏·戀 -2010 version-（夏、コイ  -2010 version-）
  - 作詞、作曲：山下穗尊 ； 編曲：本間昭光

1st專輯《櫻花盛開的街道故事》收錄曲的重新編曲版本。版本中收錄有日本武道館演唱會中觀眾的席間聲音。
9. 永不鬆懈（タユムコトナキナガレノナカデ）
  - 作詞、作曲：山下穗尊 ； 編曲：島田昌典

1st專輯《櫻花盛開的街道故事》收錄曲。2007年3月7日發行。
10. 現在走吧（今走り出せば）
  - 作詞、作曲：山下穗尊 ； 編曲：西川 進

代代木研習班2010年度的主題曲。2010年春開始播放，歌曲之前已經開放片段下載，這是歌曲的首次CD化。
11. 如櫻花般美好的你（花は桜 君は美し）
  - 作詞、作曲：水野良樹 ； 編曲：渡邊善太郎

8th單曲。2008年1月30日發行。SONY ERICSSON『W61S』電視廣告曲。
12. 女高音（ソプラノ）
  - 作詞、作曲：山下穗尊 ； 編曲：島田昌典

2nd專輯《LIFE ALBUM》收錄曲。2008年2月13日發行。
13. 月亮與我還有冰箱（月とあたしと冷蔵庫）
  - 作詞：山下穗尊、吉岡聖惠；作曲：山下穗尊 ； 編曲：いきものがかり、江口 亮

2nd專輯《LIFE ALBUM》收錄曲。2008年2月13日發行。
14. 熱牛奶（ホットミルク）
  - 作詞：山下穗尊、水野良樹；作曲：山下穗尊 ； 編曲：龜田誠治

1st單曲「SAKURA」的c/w曲。2006年3月15日發行。
15. 少女的純情戀曲（コイスルオトメ）
  - 作詞、作曲：水野良樹 ； 編曲： ；弦編曲：弦一徹

3rd單曲。2006年10月18日發行。日本電視台『戀愛部活』的片尾曲。

### Disc-2
1. 搖擺不定的羅曼蒂克（気まぐれロマンティック）
  - 作詞、作曲：水野良樹 ； 編曲：江口 亮 ；弦編曲：

12th單曲。2008年12月3日發行。富士電視台日劇『富家女與窮太郎』的主題曲。
2. 青鳥
  - 作詞、作曲：水野良樹 ； 編曲：江口 亮 ；弦編曲：

10th單曲。2008年12月3日發行。東京電視台動畫《火影忍者疾風傳》片頭曲（2008年4月3日至9月25日）。
3. JOYFUL（じょいふる）
  - 作詞、作曲：水野良樹 ； 編曲：、近藤隆史

15th單曲「YELL/JOYFUL」第二首曲目。2009年9月23日發行。為江崎固力果「POCKY」廣告曲。
4. 心花盛開（心の花を咲かせよう）
  - 作詞、作曲：山下穗尊 ； 編曲：島田昌典

3rd專輯《My song Your song》收錄曲。2008年12月24日發行。日本第87回全國高等學校足球選手權大會應援歌。
5. YELL
  - 作詞、作曲：水野良樹 ； 編曲：松任谷正隆

15th單曲「YELL/JOYFUL」第一首曲目。2009年9月23日發行。NHK節目《大家的歌曲》8月、9月份的主題曲。2009年度「NHK全國學校音樂競賽」中學生組的歌曲。
6. 因為有你（キミがいる）
  - 作詞、作曲：吉岡聖恵 ； 編曲：島田昌典

19th單曲。專輯初次收錄。2010年8月4日發行。日本電視台連續劇《魚干女又怎樣2》的主題曲。
7. 要遲到了喔（ちこくしちゃうよ）
  - 作詞：山下穗尊、吉岡聖恵；作曲：山下穗尊 ； 編曲：西川 進

2nd專輯《LIFE ALBUM》收錄曲。2008年2月13日發行。
8. Happy Smile Again
  - 作詞、作曲：水野良樹 ； 編曲：菅原弘明

11th單曲「Planetarium」的c/w曲。2008年10月15日發行。NHK『從STUDIO PARK向你問好』的主題曲（2008年4月至2010年3月）。
9. 感謝
  - 作詞、作曲：水野良樹 ； 編曲：本間昭光

18th單曲。2010年5月5日發行。專輯初收錄。NHK晨間小說連續劇《鬼太郎之妻》的主題曲。
10. 紛雪夜中的兩人-2010 version-（雪やまぬ夜二人-2010 version-）
  - 作詞、作曲：山下穗尊 ； 編曲：松任谷正隆

4th單曲「流星奇蹟」的c/w曲的重新編曲版本。專輯初次收錄。
11. 接吻
  - 作詞、作曲：山下穗尊 ； 編曲：西川 進

3rd專輯《My song Your song》收錄曲。2008年12月24日發行。
12. SPIRITS（スピリッツ）
  - 作詞、作曲：水野良樹 ； 編曲：江口 亮

日本電視台系《元氣日本 日本職業棒球2010》的形象歌曲。歌曲之前已經開放片段下載。此外，廣島電視台的《J SPORTS STADIUM“喜愛棒球”》也有使用這首歌（廣島東洋鯉魚參與的比賽，對戰讀賣巨人一戰除外）。
13. 風與未來（風と未来）
  - 作詞、作曲：山下穗尊 ； 編曲：、近藤隆史、湯淺 篤 ；弦編曲：弦一徹

日產汽車「新 日產SERENA」的電視廣告歌曲。
製作有音樂錄像帶。
14. 殘風
  - 作詞、作曲：山下穗尊 ； 編曲：板垣祐介、湯淺 篤

9th單曲「想回去了啊」的c/w曲。專輯初次收錄。2008年4月16日發行。NINTENDO DS遊戲軟體『BLEACH死神 THE 3RD PHANTOM』主題曲。
15. 笑中帶淚（なくもんか）
  - 作詞、作曲：水野良樹 ； 編曲：本間昭光

16th單曲。2008年10月15日發行。電影『男兒有淚不輕彈』主題曲。
16. 想回去了啊（帰りたくなったよ）
  - 作詞、作曲：水野良樹 ； 編曲：島田昌典

9th單曲。2008年4月16日發行。電影『砂時計』主題曲、『EYE FULL HOME』的廣告歌曲。

### 初回盤DVD
- 音樂情報節目

1. 第1回
2. 最終回

## 外部連結
- 生物股長 官方網站 （页面存档备份，存于）